# Wasserinjektionsgerät

Funktionsprinzip eines Wasserinjektionsgerätes

Ein Wasserinjektionsgerät (kurz WIG)  ist ein Arbeitsschiff und Wasserbaufahrzeug, das Schlickablagerungen in Fahrwassern und Hafenbecken mit einem Spülrohr beseitigt und damit dem Gewässerunterhalt dient. Im Vergleich zu anderen Verfahren weist die Wasserinjektion eine relativ gute Umweltverträglichkeit auf. Dies begründet sich damit, da nur geringe Menge der suspendierten Sedimente in den Wasserkörper eingemischt werden. Im Gegensatz dazu wird das Sediment beispielsweise mit der Schlickegge mechanisch aufgeharkt und in großen Mengen aufgewirbelt.

## Geschichte
Forschungen zur Wasserinjektion begannen in den 1980er Jahren. Ein Auslöser waren die relativ hohen Kosten, die beim Abtragen und Verklappen der Sedimente mit Hilfe von Hopperbaggern anfielen. Zudem wollte man die negativen Umweltauswirkungen, die beim mechanisches Aufharken mit der Schlickegge entstehen, vermeiden. So entstand die Idee, den Schlick aufzuwirbeln und diesen mit der Strömung flussabwärts treiben zu lassen.
Dieses Verfahren, das wasserhaushaltsrechtlich nicht als Eingriff in ein fließendes Gewässer gilt, wurde zuerst in den Niederlanden getestet. In den Vereinigten Staaten erfolgte die Wasserinjektion erstmals 1992 im Mississippi. Mittlerweile ist das Verfahren sowohl in Europa als auch in den Vereinigten Staaten weit verbreitet.

## Einsatz
Von einem freifahrenden Schiff wird über ein mit Düsen versehenen Rohrbalken Wasser in die Gewässersohle von Schleusen, Vorhäfen, Liegeplätzen oder Fahrwassern injiziert. Die dadurch aufgewirbelten Sedimente werden wie eine Wolke aufgewirbelt und mit ein  Dichtestrőmung oder mit der natürlichen Strömung fortgetragen. Die Wasserinjektionsanlage besteht aus starken Spülwasserpumpen und dem Spülrohrsystem mit Windenanlage, Verstell- und Tiefenmesseinrichtung.

## Wasserinjektionsgeräte in Deutschland
In den deutschen Häfen sind zum Beispiel folgende Wasserinjektionsgeräte im Einsatz:

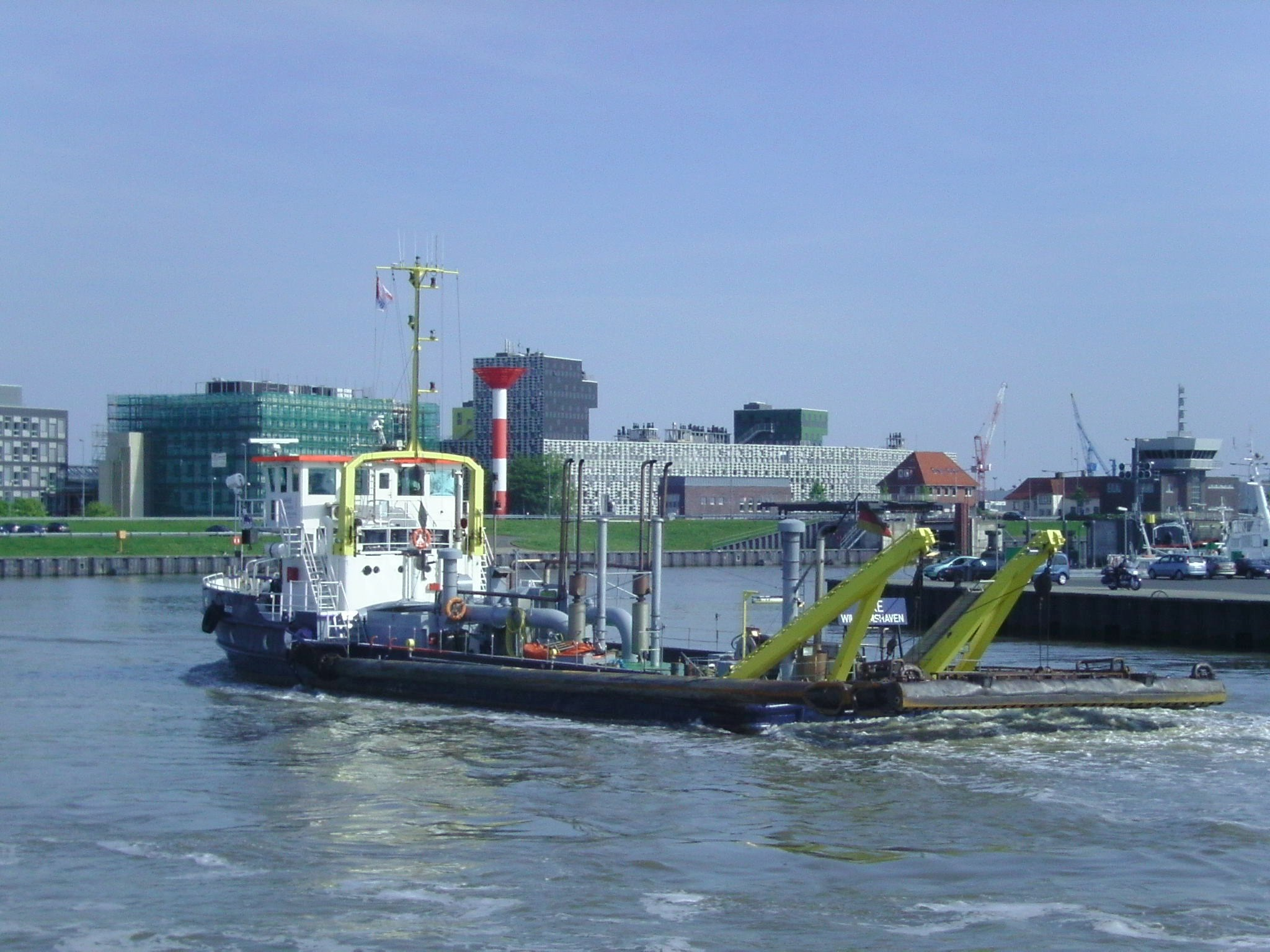
Akke (Baujahr 1943) im Bereich der Unterelbe und Unterweser
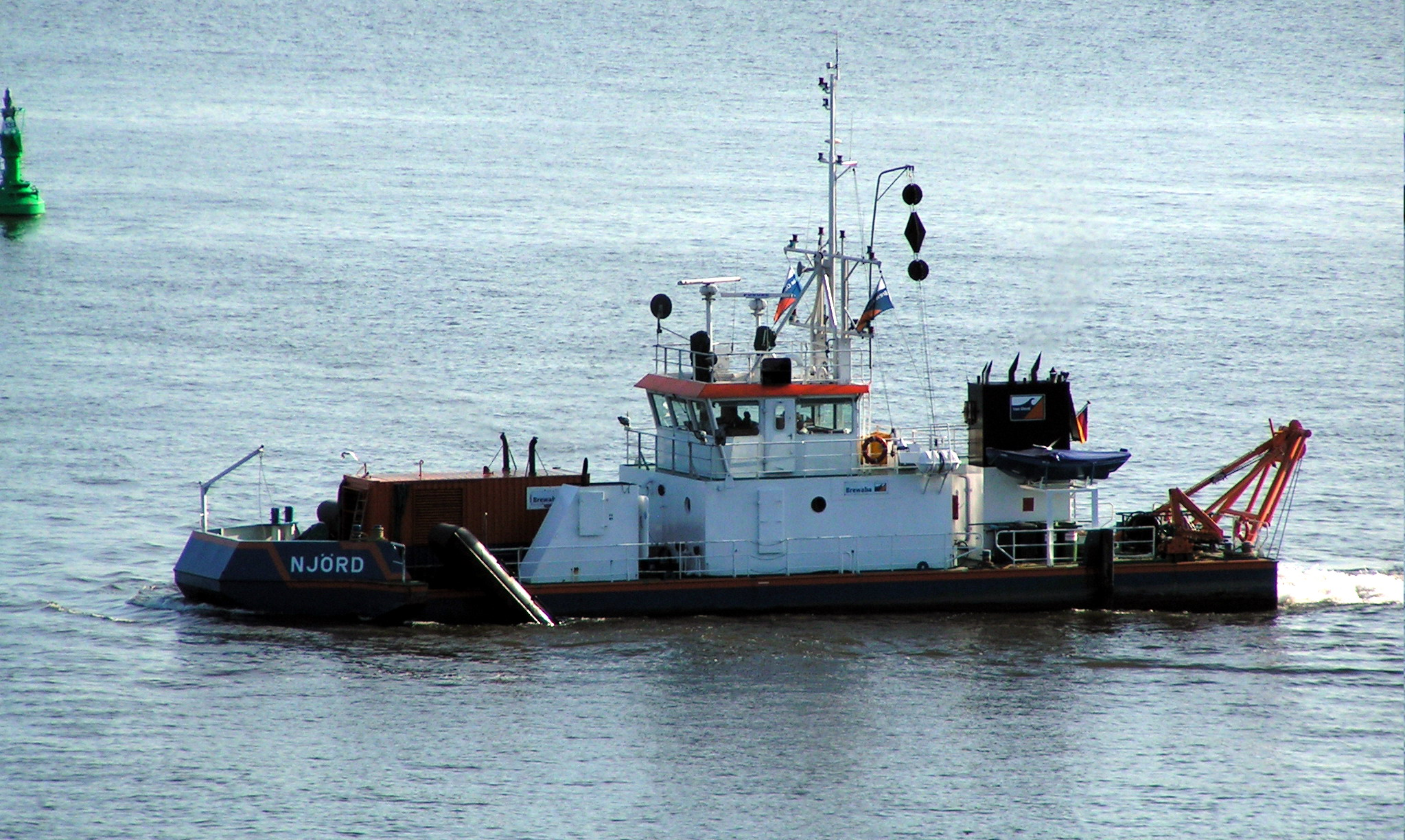
Njörd (Baujahr 1994) in den Hamburger Häfen
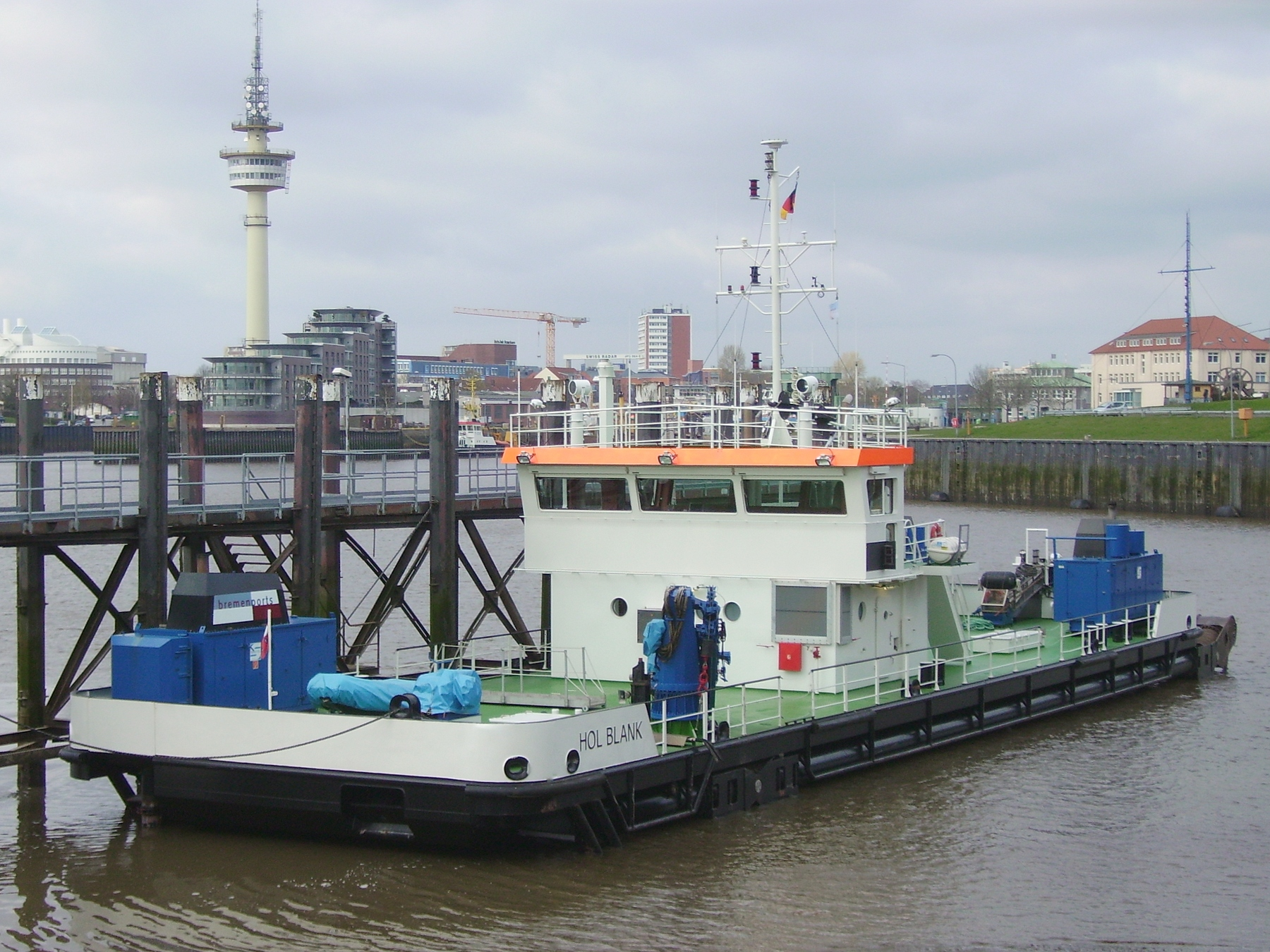
Hol Blank (Baujahr 2006) in den Bremerhavener Häfen
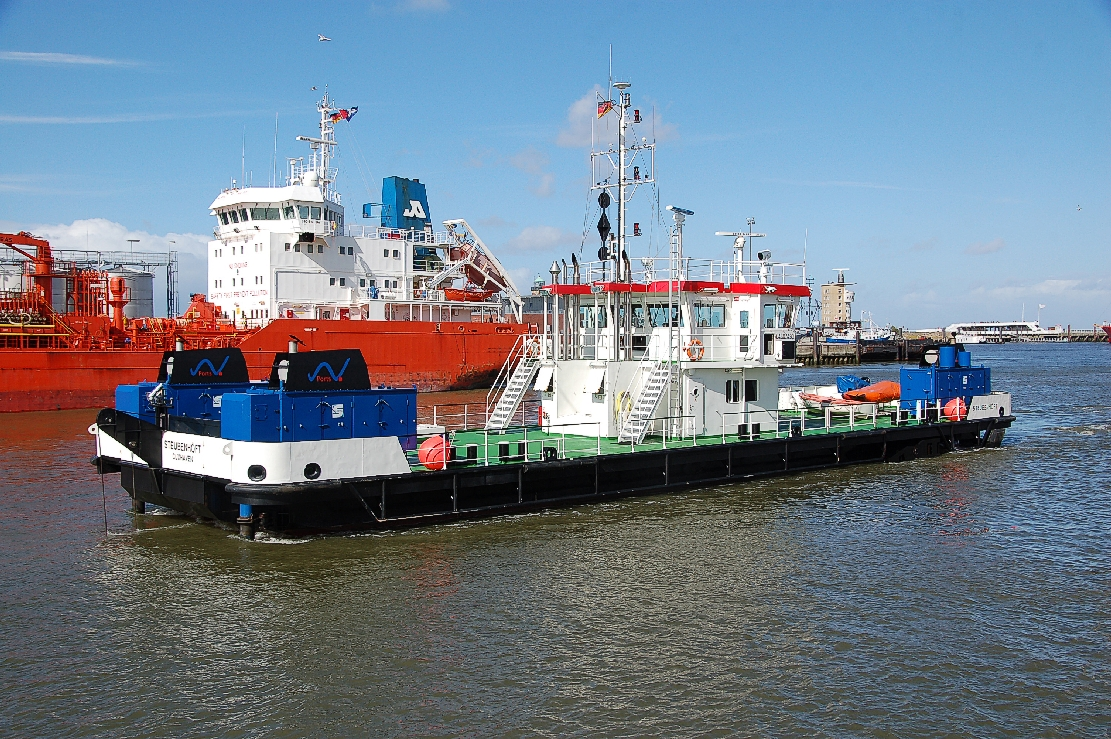
Steubenhöft (Baujahr 2009) in den Cuxhavener Häfen
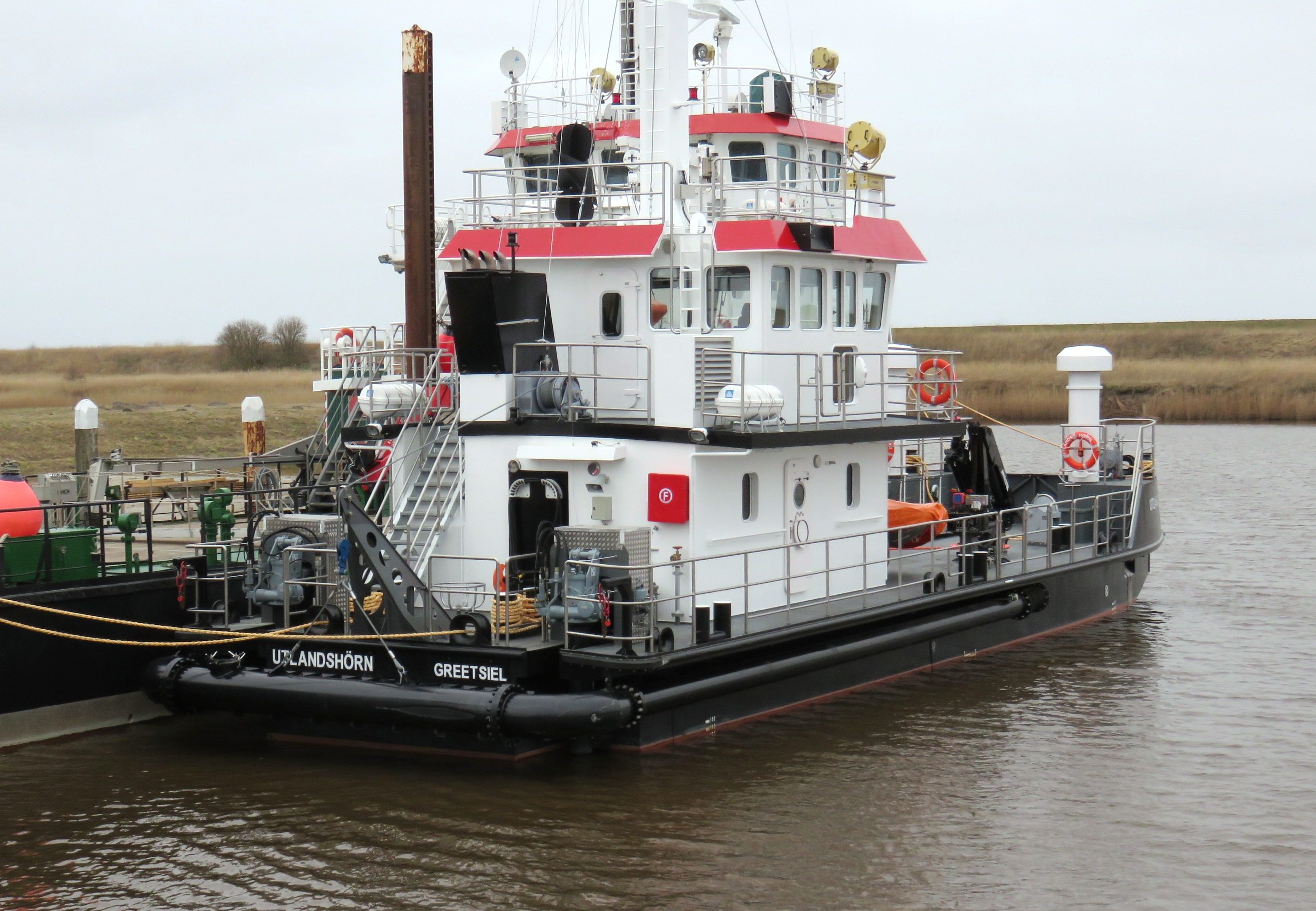
Utlandshörn (Baujahr 2016) in den ostfriesischen Wattfahrwassern